# Lithophane merceda
Lithophane merceda là một loài bướm đêm trong họ Noctuidae.